# Lac Belgrano
Le lac Belgrano est un lac d'origine glaciaire situé en Argentine, en Patagonie, dans le département de Río Chico de la province de Santa Cruz. Le lac se trouve au sein du parc national Perito Moreno.

## Géographie
Le lac Belgrano se présente sous la forme d'un vaste anneau dont le centre est occupé par une presqu'île massive, reliée à sa rive orientale par un isthme court et étroit.
Il fait partie du bassin versant du río Pascua qui se jette au Chili dans l'océan Pacifique. Le lac Belgrano s'intègre dans une chaîne de lacs glaciaires des Andes de Patagonie. Ses eaux se déversent à l'ouest dans le lac Azara, lui-même tributaire du lac Nansen. L'émissaire de cette série de lacs est le río Carrera qui se jette dans le río Mayer peu avant le franchissement de la frontière chilienne par ce dernier. Au Chili, le río Mayer se jette dans un des bras du lac binational San Martín/O'Higgins. Enfin les eaux de ce grand ensemble lacustre se retrouvent dans l'émissaire de ce dernier lac, le río Pascua.

## Tributaires
Le lac Belgrano reçoit les eaux d'une série de petites rivières dévalant des hauteurs et des montagnes qui l'entourent. Le plus important d'entre ces cours d'eau est le río Volcán qui se jette dans le lac au niveau de sa rive nord-ouest. Le río Volcán est l'émissaire du lac Volcán qui reçoit principalement les eaux du versant sud-est du mont San Lorenzo (3 706 mètres d'altitude), et celles du lac Península, lui-même alimenté par les eaux du lac Mogote.